# 普伦罗伊特
普伦罗伊特是德国巴伐利亚州的一个市镇。总面积43.19平方公里，总人口1818人，其中男性925人，女性893人（2011年12月31日），人口密度42人/平方公里。